# 亚历山大·尼科拉恩科
亚历山大·尼科拉恩科（俄语：Александр Николаенко，1980年6月6日—），俄羅斯男子羽毛球運動員，擅長雙打項目。

## 簡歷
2010年7月，亚历山大·尼科拉恩科參加俄羅斯羽毛球大獎賽，分別與瓦莱里亚·索罗金娜及维塔利·杜尔金，贏得混合雙打冠軍及男子雙打亞軍。同年10月，他又與瓦莱里亚·索罗金娜贏得荷蘭羽毛球大獎賽冠軍。
2011年7月，尼科拉恩科與索罗金娜成功衛冕俄羅斯羽毛球大獎賽混合雙打冠軍。同年年末，又分別與索罗金娜和杜尔金贏得捷克國際賽和意大利羽毛球國際賽的混雙冠軍及男雙亞軍。
2012年7月，尼科拉恩科與索罗金娜再奪俄羅斯羽毛球大獎賽混合雙打冠軍，除完成三連霸的佳績外，亦破紀錄第五度奪得此項目的冠軍。

## 主要比賽成績
只列出曾進入準決賽的國際賽事成績：
| 年份   | 賽事                 | 公開賽級別 | 項目     | 拍檔              | 成績   |
| ------ | -------------------- | ---------- | -------- | ----------------- | ------ |
| 2007年 | 荷蘭羽毛球大獎賽     | 大獎賽     | 男子雙打 | 维塔利·杜尔金     | 準決賽 |
| 2007年 | 荷蘭羽毛球大獎賽     | 大獎賽     | 混合雙打 | 尼娜·维斯洛娃     | 準決賽 |
| 2008年 | 俄羅斯羽毛球大獎賽   | 大獎賽     | 男子雙打 | 维塔利·杜尔金     | 冠軍   |
| 2008年 | 俄羅斯羽毛球大獎賽   | 大獎賽     | 混合雙打 | 瓦莱里亚·索罗金娜 | 冠軍   |
| 2009年 | 白夜羽毛球賽         | 國際挑戰賽 | 男子雙打 | 维塔利·杜尔金     | 冠軍   |
| 2009年 | 白夜羽毛球賽         | 國際挑戰賽 | 混合雙打 | 瓦莱里亚·索罗金娜 | 準決賽 |
| 2009年 | 俄羅斯羽毛球大獎賽   | 大獎賽     | 男子雙打 | 维塔利·杜尔金     | 亞軍   |
| 2009年 | 俄羅斯羽毛球大獎賽   | 大獎賽     | 混合雙打 | 瓦莱里亚·索罗金娜 | 亞軍   |
| 2009年 | 荷蘭羽毛球大獎賽     | 大獎賽     | 混合雙打 | 瓦莱里亚·索罗金娜 | 冠軍   |
| 2009年 | 蘇格蘭羽毛球國際賽   | 國際挑戰賽 | 男子雙打 | 维塔利·杜尔金     | 準決賽 |
| 2009年 | 蘇格蘭羽毛球國際賽   | 國際挑戰賽 | 混合雙打 | 瓦莱里亚·索罗金娜 | 冠軍   |
| 2009年 | 威爾斯羽毛球國際賽   | 國際系列賽 | 男子雙打 | 维塔利·杜尔金     | 冠軍   |
| 2009年 | 威爾斯羽毛球國際賽   | 國際系列賽 | 混合雙打 | 瓦莱里亚·索罗金娜 | 亞軍   |
| 2010年 | 俄羅斯羽毛球大獎賽   | 大獎賽     | 男子雙打 | 维塔利·杜尔金     | 亞軍   |
| 2010年 | 俄羅斯羽毛球大獎賽   | 大獎賽     | 混合雙打 | 瓦莱里亚·索罗金娜 | 冠軍   |
| 2010年 | 白夜羽毛球賽         | 國際挑戰賽 | 男子雙打 | 维塔利·杜尔金     | 亞軍   |
| 2010年 | 荷蘭羽毛球大獎賽     | 大獎賽     | 混合雙打 | 瓦莱里亚·索罗金娜 | 冠軍   |
| 2010年 | 韓國羽毛球大獎賽     | 大獎賽     | 混合雙打 | 瓦莱里亚·索罗金娜 | 準決賽 |
| 2011年 | 荷蘭羽毛球國際賽     | 國際挑戰賽 | 混合雙打 | 瓦莱里亚·索罗金娜 | 冠軍   |
| 2011年 | 俄羅斯羽毛球大獎賽   | 大獎賽     | 男子雙打 | 维塔利·杜尔金     | 準決賽 |
| 2011年 | 俄羅斯羽毛球大獎賽   | 大獎賽     | 混合雙打 | 瓦莱里亚·索罗金娜 | 冠軍   |
| 2011年 | 捷克羽毛球國際賽     | 國際挑戰賽 | 男子雙打 | 维塔利·杜尔金     | 亞軍   |
| 2011年 | 捷克羽毛球國際賽     | 國際挑戰賽 | 混合雙打 | 瓦莱里亚·索罗金娜 | 冠軍   |
| 2011年 | 意大利羽毛球國際賽   | 國際挑戰賽 | 男子雙打 | 维塔利·杜尔金     | 亞軍   |
| 2011年 | 意大利羽毛球國際賽   | 國際挑戰賽 | 混合雙打 | 瓦莱里亚·索罗金娜 | 冠軍   |
| 2012年 | 韓國羽毛球首要超級賽 | 首要超級賽 | 混合雙打 | 瓦莱里亚·索罗金娜 | 準決賽 |
| 2012年 | 俄羅斯羽毛球大獎賽   | 大獎賽     | 男子雙打 | 维塔利·杜尔金     | 亞軍   |
| 2012年 | 俄羅斯羽毛球大獎賽   | 大獎賽     | 混合雙打 | 瓦莱里亚·索罗金娜 | 冠軍   |
| 2013年 | 土耳其羽毛球國際賽   | 國際系列賽 | 男子雙打 | 戈尔代·科申科     | 亞軍   |

| 2007-2017年 | 首要超級賽 | 超級賽 | 黃金大獎賽 | 大獎賽 | 國際挑戰賽 | 國際系列賽 | 未來系列賽 | 其他 |

| 2018-2026年 | 總決賽 | 超級1000賽 | 超級750賽 | 超級500賽 | 超級300賽 | 超級100賽 | 國際挑戰賽 | 國際系列賽 | 未來系列賽 | 其他 |

### 奧運會和世錦賽參賽紀錄
|          | 搭檔              | 2006 | 2007 | 2008 | 2009 | 2010 | 2011 | 2012       |
| -------- | ----------------- | ---- | ---- | ---- | ---- | ---- | ---- | ---------- |
| 男子雙打 | 维塔利·杜尔金     | 32強 | 16強 | －   | 16強 | 48強 | 32強 | －         |
|          |                   |      |      |      |      |      |      |            |
| 混合雙打 | 尼娜·维斯洛娃     | －   | 32強 | －   | －   | －   | －   | －         |
| 混合雙打 | 瓦莱里亚·索罗金娜 | －   | －   | －   | 48強 | 32強 | 32強 | 小組第三名 |